# Horace Gwynne
Pour les articles homonymes, voir Gwynne.
Horace Gwynne est un boxeur canadien né le 5 octobre 1912 et mort le 16 avril 2001 à Toronto.

## Carrière
Champion des États-Unis poids mouches en 1932 à seulement 19 ans, il devient la même année champion olympique des poids coqs aux Jeux de Los Angeles après sa victoire en finale contre l'Allemand Hans Ziglarski. Gwynne passe ensuite professionnel et remporte le titre de champion du Canada des poids coqs à sa troisième tentative en 1939. Il se retire sur un bilan de 33 victoires, 8 défaites et 2 matchs nuls.

## Parcours auxJeux olympiques
Jeux olympiques d'été de 1932 à Los Angeles (poids coqs) :
- Bat Vito Melis (Italie) aux points
- Bat Jose Villaneuva (Philippines) aux points
- Bat Hans Ziglarski (Allemagne) aux points